# Trio Arc
Trio Arc ist ein Jazzalbum von Mario Pavone mit Paul Bley und Matt Wilson. Die am 8. Oktober 2007 entstandenen Aufnahmen erschienen am 1. Juni 2008 auf dem Label Playscape Recordings.

## Hintergrund
Die Improvisationssession des Bassisten Mario Pavone mit dem Pianisten Paul Bley markierte ein Wiedersehen nach rund 40 Jahren, bei dem auch der Schlagzeuger Matt Wilson mitwirke. Pavone hatte ab Ende 1968 dem Trio von Paul Bley mit Barry Altschul angehört (Paul Bley Trio - Canada). 1971 spielte er nochmals mit Paul Bley, Annette Peacock und Laurence Cook (Improvisie, mitgeschnitten bei einem Konzert im Espace Cardin in Paris im November 1971). Doch Pavones Zeit bei Paul Bley war von kurzer Dauer, als dieser kurz darauf in eine elektronische Phase übergegangen war.
Das Album ist nicht zu verwechseln mit Mario Pavones Album Arc Trio mit Craig Taborn und Gerald Cleaver von 2013.

## Titelliste
- Mario Pavone Mario Pavone w/ Special Guest Paul Bley, Matt Wilson: Trio Arc (Playscape Recordings – PSR#100807)

1. Slant 5:34
2. Hello Again 6:53
3. Quest 5:26
4. Miro 5:34
5. Lazzi 8:11
6. Sweet 7:39
7. Solo Bley (Bley) 2:53

Sofern nicht anders angegeben, stammen alle Kompositionen von Mario Pavone, Paul Bley und Matt Wilson.

## Rezeption
Michael G. Nastos verlieh dem Album in Allmusic viereinhalb Sterne und schrieb, alle drei seien unvergleichlich kreative Spieler, und man könne von ihnen großartige Musik erwarten - und man erlebe dies hier in einer Reihe kürzerer und kompakter Themen, die es allen drei Musikern ermögliche, sich frei auszutauschen, ohne verschwendete Bewegung oder überhebliche Exzesse. Das Einfühlungsvermögen sei enorm und die Musik selbst auf einem sehr hohen Niveau, so Nastos weiter. Es sei ein Muss für Liebhaber dieser Art von spontaner Komposition; und dies sei weniger ein Rückfall in die 1960er Jahre als vielmehr ein modernes Update, und ein wirklich willkommenes.

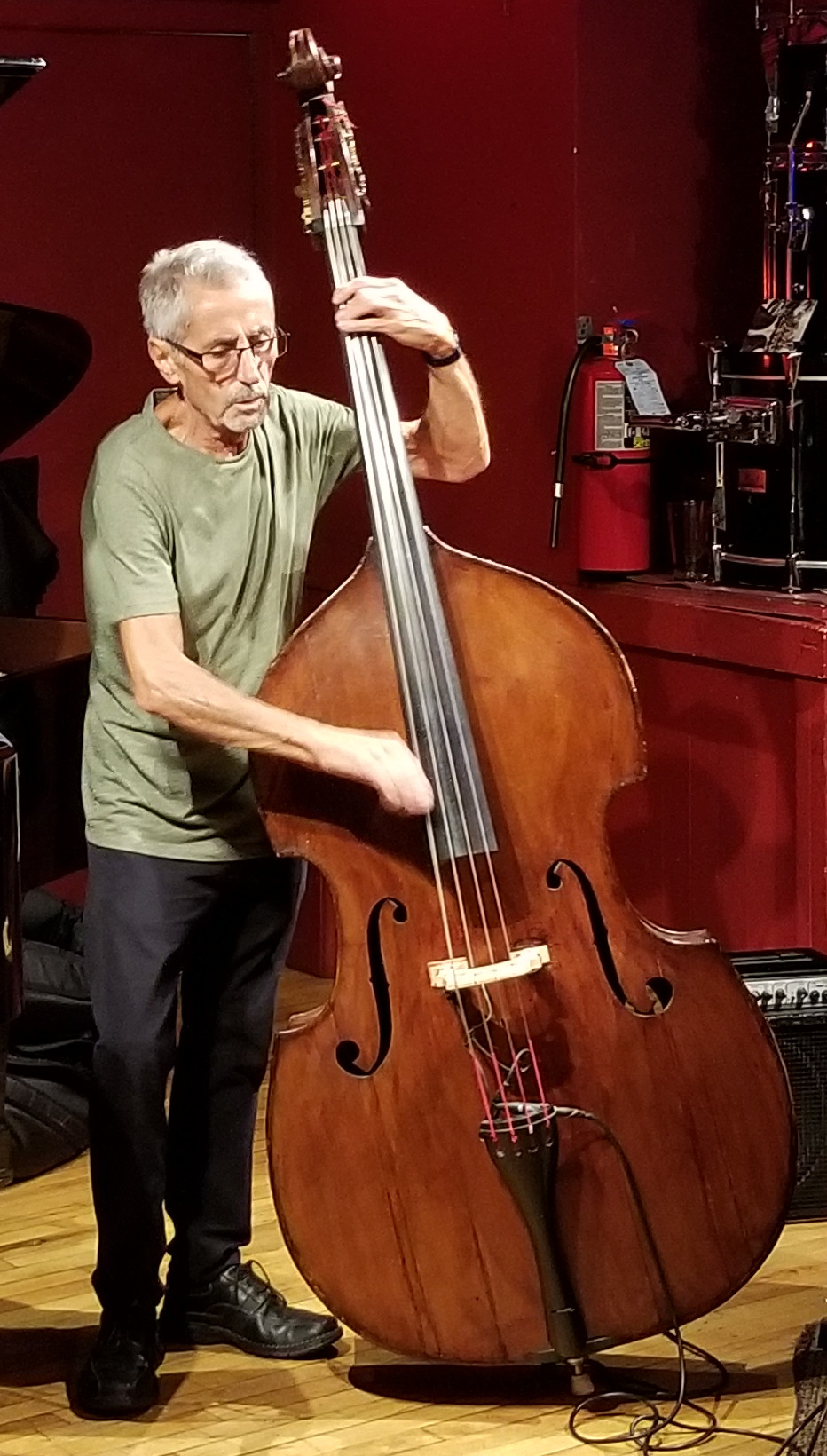
Mario Pavone (2018)

Nach Ansicht von Robert Iannapollo, der das Album in All About Jazz rezensierte, beginnt das Album, das sieben improvisierte Stücke enthält, mit einer Flut von Aktivitäten von Pavone und Wilson, die ein allumfassendes Rhythmusbett ablegen, das Bley genüsslich aufgreife. Doch bald verlangsame sich die Musik und das Trio nehme ein langsames, organisch entfaltetes Zusammenspiel auf, das Bley entwickelt habe. Trio Arc sei eine Musik, die so zeitlos und innovativ sei, wie es ein Klaviertrio überhaupt sein kann.
Ebenfalls in All About Jazz schrieb Troy Collins, Trio Arc sei nach 18 Alben von Mario Pavone unter eigenem Namen das erste, das ausschließlich aus völlig improvisierter Musik bestehe. Die Session rufe Erinnerungen an die Tage der frühen Loft-Ära der 1970er Jahre hervor. Diese spontane Session erinnere an ihre wegweisende Arbeit in dieser Zeit (mit den Schlagzeugern Barry Altschul und Laurence Cook), Matt Wilson, dessen fünfte Aufnahme es mit Pavone war, sei durch seine frühere Arbeit mit Bley der ideale Kandidat für dieses Trio gewesen, so der Autor. Wilsons Impulsivität, gepaart mit einer großartigen Sensibilität werde durch Pavones solides Fundament verankert. Zusammen würden ihre formbaren Tempi und dynamischen Akzente eine offene Grundlage für Bley bilden. „Bei diesem generationenübergreifenden Gipfeltreffen enthüllen Bley, Pavone und Wilson das reichhaltige Klangpotential, das dem traditionellen Klaviertrio-Format innewohnt“, resümiert Collins. Trio Arc sei ein moderner Klassiker und ein zeitloses Beispiel für freie Improvisation der Superlative.
Steve Greenlee schrieb in JazzTimes: „Ihr Jazz ist frei, aber mit Rhythmus und einem Gefühl - einem Hauch - von Swing. Dieses Gefühl der angebundenen Freiheit durchdringt Pavones exzellentes neues Album, das ihn bei seiner ersten gemeinsamen Aufnahme seit 35 Jahren mit seinem alten Kameraden Bley wiedervereinigt ... Es ist ein wunderschönes, seltsames Amalgam von Klängen, und es lässt den Hörer [mit dem Wunsch zurück] mehr [zu] wollen.“